# Eduardo Ugarte
Eduardo Ugarte y Pagés (Fuenterrabía, Guipúzcoa, 22 de agosto de 1901-Ciudad de México, 1955) fue un escritor, escenógrafo, guionista y director de cine español naturalizado mexicano.

## Biografía
Al nacer le habrían llamado: «Eduardo María de la Presentación y de las Mercedes Mauricio Ugarte y Pagés». Era hijo del ministro alfonsino Francisco Javier Ugarte Pagés y de su prima Josefina Pagés y Bordiu (hija del general carlista Luis de Pagés).

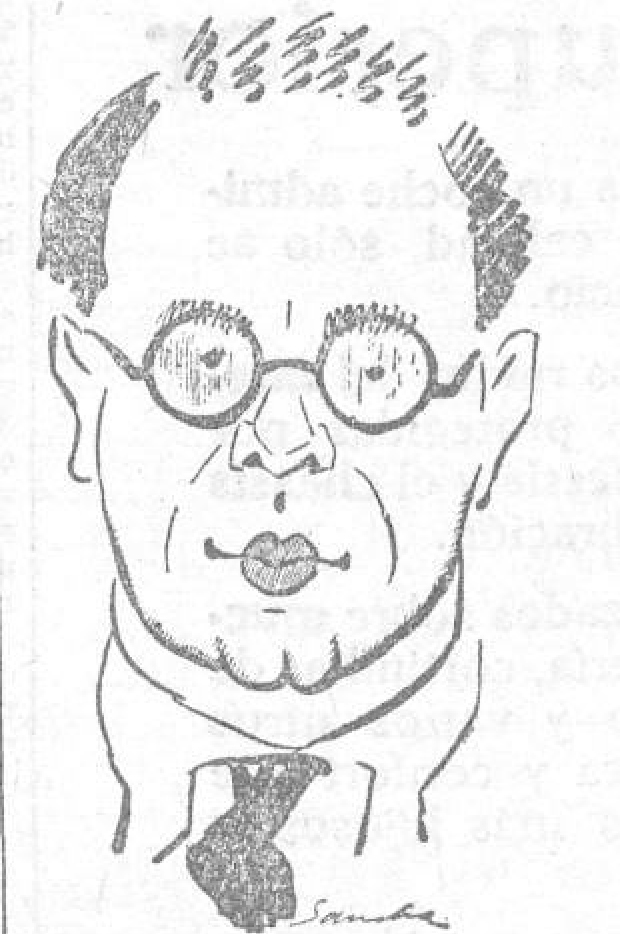
Caricaturizado por Sancha en La Voz (1928)

Estudió derecho y filosofía y letras en Madrid y Salamanca. Casado con Pilar Arniches, hija del dramaturgo Carlos Arniches. Estuvo muy próximo al círculo de los humoristas de la llamada generación del 27. Compuso varias obras teatrales en colaboración con José López Rubio. En 1930 trabajó durante unos meses en Hollywood. 
Cofundador el 11 de febrero de 1933 de la Asociación de Amigos de la Unión Soviética, creada en unos tiempos en que la derecha sostenía un tono condenatorio a los relatos sobre las conquistas y los problemas del socialismo en la Unión Soviética. 
En su condición de presidente de la Unión de Estudiantes Hispanos, y junto con Federico García Lorca, que le dedicó una de las composiciones de Poeta en Nueva York, fue el principal animador de La Barraca. Colaborador del Almanaque literario 1935, del Diablo Mundo y de la productora cinematográfica Filmófono, escribió con Luis Buñuel el guion de la adaptación de Carlos Arniches Don Quintín, el amargao.

## Guerra civil y exilio
Durante la guerra civil española fue uno de los fundadores de la Alianza de Intelectuales Antifascistas para la Defensa de la Cultura y colaboró, en París, y en contacto con Buñuel, en tareas de propaganda republicana. Se exilió en México, donde siguió dedicado a actividades cinematográficas, campo en el que colaboró en alguna ocasión con Manuel Altolaguirre. Dirigió cuatro películas: Bésame mucho (1944), Por culpa de una mujer (1945), El puerto de los siete vicios (1951) y Cautiva del pasado (1951).

## Obra escrita
Libros teóricos
- Por las rutas del teatro (1954)

Textos dramáticos
- De la noche a la mañana (1929)
- La casa de naipes (1958)

Es autor además de al menos otro libro teórico, varias obras teatrales inéditas y de una treintena de guiones cinematográficos, escritos por él solo o en colaboración con Max Aub, Carlos Arniches, Luis Buñuel, Manuel Altolaguirre, Gilberto Martínez Solares...  